# غاري والر
غاري والر (بالإنجليزية: Gary Waller)‏ هو سياسي بريطاني، ولد في 24 يونيو 1945، وتوفي في 21 يوليو 2017. نشط حزبياً في حزب المحافظين.

## مناصب
- في الانتخابات العامة للمملكة المتحدة 1979 [الإنجليزية]‏، انتخب عضو البرلمان الثامن والأربعون للمملكة المتحدة عن دائرة برايهاوس وسبينبورو [الإنجليزية]‏ وقد انضم خلال فترته النيابية ‏ (3 مايو 1979 – 13 مايو 1983) للكتلة البرلمانية حزب المحافظين.
- في الانتخابات العمومية للمملكة المتحدة 1983 [الإنجليزية]‏، انتخب عضو البرلمان التاسع والأربعون للمملكة المتحدة عن دائرة كايلي وقد انضم خلال فترته النيابية ‏ (9 يونيو 1983 – 18 مايو 1987) للكتلة البرلمانية حزب المحافظين.
- في الانتخابات العمومية للمملكة المتحدة 1987 [الإنجليزية]‏، انتخب عضو البرلمان الخمسون للمملكة المتحدة عن دائرة كايلي وقد انضم خلال فترته النيابية ‏ (11 يونيو 1987 – 16 مارس 1992) للكتلة البرلمانية حزب المحافظين.
- في الانتخابات العامة في المملكة المتحدة 1992 [الإنجليزية]‏، انتخب عضو البرلمان الحادي والخمسون للمملكة المتحدة عن دائرة كايلي وقد انضم خلال فترته النيابية ‏ (9 أبريل 1992 – 8 أبريل 1997) للكتلة البرلمانية حزب المحافظين.